# Tino Pattiera
Tino Pattiera (né à Cavtat le 27 juin 1890  et mort dans la même ville le 24 avril 1966) est un artiste lyrique, ténor italo[réf. souhaitée]-croato-dalmate .

## Biographie
Né à Cavtat, près de Dubrovnik, Pattiera était un bel homme avec une voix de ténor adaptée  pour des rôles tels que Manrico dans Il trovatore. C'est dans ce rôle qu'il a fait ses débuts sur scène à l'Opéra de Dresde en 1914,  puis s'est tourné vers le répertoire italien. Parmi ses plus proches amis et collègues pendant les premiers jours à Dresde se trouvent Richard Tauber et Elisabeth Rethberg.
Pattiera a été le plus populaire ténor à Dresde dans les années 1920 et a établi un partenariat avec la soprano Meta Seinemeyer faisant naître  un regain d'intérêt pour les opéras de Giuseppe Verdi en Allemagne. Sous la direction de Fritz Busch, ils ont interprété La forza del destino et Don Carlos .
En plus de son travail à Dresde dans le répertoire italien, Pattiera chante Tannhäuser et le rôle de Bacchus dans Ariadne auf Naxos dans plusieurs villes Européennes[Quoi ?] et a été invité artiste invité[pas clair] à l'Opéra de Chicago pour la saison 1920/1921 saison[pas clair].
Le 31 janvier 1925, il interprète à Dresde, avec Seinemeyer dans le rôle de Maddalena, la première de[pourquoi ?] Umberto Giordanos'[Quoi ?] Andrea Chénier.
Tino Pattiera donne son dernier spectacle, en 1953, à Dresde, puis prend la retraite, pendant  laquelle il enseigne à Vienne. Il est mort en 1966 et est enterré dans sa ville natale, Cavtat.
Avant de s'affirmer dans le répertoire pour lequel il est devenu célèbre, il a été remarquable dans l'opérette.

## Filmographie partielle
- Fra Diavolo (mars 1931, en allemand; avril 1931, en français, les deux versions réalisé par Mario Bonnard)
- Eine Nacht in Venedig (Mars 1934 en allemand; réalisé par Robert Wiene) (A Night in Venice pour la version américaine)
- Egy éj Velencében (1935) Réalisé par Géza von Cziffra. (A Night in Venice pour la version anglaise)[4]